# Vaga (rijeka)
Vaga (rus. Вага) je rijeka u Totemskom, Sjamženskom i Verhovažskom rajonu Vologodske oblasti te u Veljskom, Šenkurskom i Vinogradovskom rajonu Arhangelske oblasti u Rusiji. To je lijevi i najveći pritok Sjeverne Dvine. Duljina rijeke je 575 km, s površinom porječja od 44800 km2.
Za Verhovažski, Veljski i Šenkurski rajon Vaga je glavna rijeka, njezina dolina je gusto naseljena, a središta okruga, selo Verhovažje (u prijevodu na Gornjoj Vagi) i gradovi Velsk i Šenkursk nalaze se na obalama Vage. U tim okruzima, na lijevoj obali Vage izgrađena je jedna od glavnih autocesta u Rusiji, M8 koja povezuje Moskvu i Arhangelsk.

## Porječje i tok rijeke
Izvor Vage nalazi se zapadno od sela Pahtusovo, u Totemskom rajonu blizu granice sa Sjamženskim rajonom. Rijeka teče prema sjeverozapadu, ulazi u Sjamženski rajon, prelazi ga, ulazi u Verhovazski rajon i skreće prema sjeveroistoku. Dok cijeli tok rijeke prolazi kroz tajgu, velika područja u dolini Vage zauzimaju livade. Selo Verhovažje nalazi se na lijevoj obali rijeke Vage. Rijeka zatim ulazi u Arhangelsku oblast, prihvaća Pežmu s lijeve strane, Kuloj s desne strane i Vel s lijeve strane u gradu Velsku. U Velsku također prelazi željezničku prugu koja povezuje Konošu s Kotlasom i na kraju s Vorkutom. Najveća pritoka Vage je Ustja, ušće Ustje nalazi se u selu Vlasovskaja. Nizvodno od ušća s Ustjom, Vaga prihvaća Puju s lijeve strane, a na desnoj obali nalazi se grad Šenkursk. U Šenkursku nema mosta, a grad je s autocestom povezan samo trajektom. Nizvodno od Šenkurska, rijeka prihvaća Led s lijeve strane i ulazi u Vinogradovski rajon. Ušće rijeke Vaga udaljeno je oko 5 km okružnog središta, naselja gradskog tipa Bereznik.
Rijeka se zaledi sredinom studenog i ostaje pod ledom do kraja travnja.
Veći dio rijeke je plovan tijekom sezone visokog vodostaja, iako ne postoji redovita putnička plovidba. Vaga se koristila za splavarenje drva do 1990-ih.
Glavni pritoci Vage su Pežma (lijevi), Kuloj (desni), Vel (lijevi), Ustja (desni), Puja (lijevi) i Led (lijevi).

## Vanjske poveznice
|  | Zajednički poslužitelj ima još gradiva o temi Vaga (rijeka) |